# Okres Kozienice
Okres Kozienice (polsky Powiat kozienicki) je okres v polském Mazovském vojvodství. Rozlohu má 916,96 km² a v roce 2020 zde žilo 59 592 obyvatel. Sídlem správy okresu je město Kozienice.

## Gminy
Městsko-vesnická:
- Głowaczów
- Kozienice
- Magnuszew

Vesnická:
- Garbatka Letnisko
- Gniewoszów
- Grabów nad Pilicą
- Sieciechów

## Města
- Głowaczów
- Kozienice
- Magnuszew

## Demografie
Počet obyvatel (informace z 31. prosince 2005):
|         | Celkem | Celkem | Ženy   | Ženy | Muži   | Muži |
|         | Osob   | %      | Osob   | %    | Osob   | %    |
| ------- | ------ | ------ | ------ | ---- | ------ | ---- |
| Celkem  | 61 768 | 100    | 31 162 | 50,4 | 30 606 | 49,6 |
| Město   | 18 602 | 100    | 9598   | 51,6 | 9004   | 48,4 |
| Vesnice | 43 166 | 100    | 21 564 | 50   | 21 602 | 50   |

## Mezinárodní spolupráce
- Mižhirská obecní komunita, Ukrajina[2]